# Jakub Winnicki
Jakub Józef Winnicki (ur. 1774 w Warszawie, zm. 1828 w Bydgoszczy) – urzędnik administracji Księstwa Warszawskiego, podprefekt bydgoski, radca Prefektury Departamentu Bydgoskiego Księstwa Warszawskiego, więzień pruski.

## Życiorys
Urodził się w 1774 w Warszawie. Jego ojciec posiadał własną kancelarię prawniczą. Po uzyskaniu podstawowego wykształcenia w 1790 został przyjęty do biura policji w kancelarii komisji wojskowej kierowanej przez marszałka Raczyńskiego. Do 1794 doskonalił także znajomość prawa w kancelarii swego ojca.
20 kwietnia 1805 został wybrany delegatem do miejscowego samorządu szlacheckiego. Od października 1807 pełnił obowiązki konsyliarza w Izbie Administracyjnej w Toruniu, a po jej likwidacji w Izbie Administracyjnej w Bydgoszczy. 10 maja 1808 został mianowany podprefektem powiatu bydgoskiego. W 1809 wojska austriackie po zajęciu Bydgoszczy wzięły go jako zakładnika.
Na stanowisku podprefekta pozostał do czasu wkroczenia wojsk rosyjskich do Bydgoszczy w 1813, następnie wyjechał do Krakowa. Wkrótce jednak powrócił do Bydgoszczy po oskarżeniu go przez władze pruskie o „przykre obchodzenie się tutejszymi obywatelami”. Przez 7 miesięcy był więziony w Królewcu, mimo że oskarżenia nie zostały potwierdzone.
Po przybyciu do Bydgoszczy, z poparciem Jana Radolińskiego został 17 stycznia 1815 radcą Prefektury w Bydgoszczy. Po 1815 uznany przez władze pruskie za politycznie niepewnego, odsunięto go od stanowisk urzędniczych.
Do końca lat 20. XIX w., mieszkając w Bydgoszczy, próbował uzyskać od rządu pruskiego odszkodowanie za niewypłacone mu urzędnicze wynagrodzenie.
Na terenie departamentu bydgoskiego początkowo dzierżawił folwark Gzin w ziemi chełmińskiej, a następnie kupił od Franciszka Twarowskiego folwark Szymborno. Na terenie Bydgoszczy przebywał jeszcze w 1828.